# Жамила Колономос
Жамила Исак Колономос (на македонска литературна норма: Жамила Исак Колономос) е югославска партизанка, деятелка на комунистическата съпротива във Вардарска Македония, университетска преподавателка и общественичка.

## Биография
Родена е на 18 юни 1922 година в град Битоля в семейство на евреи, преселени от Янина. Влиза в СКМЮ, а от април 1942 година е и член на ЮКП. През април 1943 година влиза в Битолския народоосвободителен партизански отряд Гоце Делчев. По-късно е заместник-политически комисар на първа македонско-косовска ударна бригада и заместник-политически комисар на Четиридесет и втора македонска дивизия на НОВЮ. От декември 1944 година е член на Покрайненския комитет на СКМЮ за Македония и член на Окръжния комитет на МКП за Битоля. Сътрудничи на вестник „Народен войник“. След Втората световна война завършва Философския факултет на Скопския университет в катедрата по френски език и литература. Влиза в Антифашисткия фронт на жените на Македония и е секретар на Окръжния народен комитет в Тетово. На първия конгрес на МКП става кандидат-член на ЦК на МКП, а на втория конгрес е избрана за член на ЦК на МКП, като е преизбирана на третия и на четвъртия. Става член на Агитпроп на ЦК на МКП и на Кадровата комисия на ЦК на МКП. Републикански пратеник в Събранието на Социалистическа република Македония. През 1962 година е избрана за почетен професор в Катедрата за романска филология към Философския факултет на Скопския университет. Носител на Партизански възпоменателен медал 1941 година и Орден на братството и единството със златен венец. Омъжена е за македонския поет Аврам Садикарио. Умира в Скопие на 18 юни 2013 година, на 91-вия си рожден ден.